# Ngu Thư Hân
Ngu Thư Hân (giản thể: 虞书欣; bính âm: Yú Shūxīn; tên tiếng Anh: Esther Yu; sinh ngày 18 tháng 12 năm 1995) là một nữ diễn viên và ca sĩ người Trung Quốc. Cô là cựu thành viên của nhóm nhạc nữ THE9. Ngu Thư Hân bắt đầu giành được sự chú ý của khán giả qua các vai diễn trong loạt tác phẩm như Trạm kế tiếp là hạnh phúc (2020), Khúc biến tấu ánh trăng (2021), nổi bật là Thương Lan quyết (2022) và Vĩnh Dạ Tinh Hà (2024)

## Tiểu sử

### Thông tin
Ngu Thư Hân sinh ra tại Thượng Hải, Trung Quốc và là con một trong gia đình làm về kinh doanh, bất động sản. Bản thân cô cũng là cổ đông và chủ sở hữu của nhiều công ty lớn nhỏ tại Trung Quốc. Cô theo học tại học viện nghệ thuật LASALLE College of the Arts, và tốt nghiệp ngành Truyền thông & Công nghệ thời trang.

## Sự nghiệp
Năm 2015, Ngu Thư Hân ra mắt với một vai phụ trong bộ phim cổ trang Tân Biên thành lãng tử,, chính thức bước chân vào showbiz.  Sau đó, cô đã nhận được sự chú ý khi góp mặt trong chương trình truyền hình thực tế Sinh viên năm nhất. Vào năm 2017, cô tiếp tục diễn vai phụ trong hai bộ phim Quân sư liên minh và Bình phàm tuế nguyệt.
Năm 2018, Ngu Thư Hân đảm nhận vai chính đầu tiên của mình trong bộ phim tình cảm học đường Bạn thân mến. Năm 2019, cô đóng vai nữ chính Điền Tịnh Thực, một nữ minh tinh trong bộ phim hài lãng mạn Bạn trai vi diệu cúa tôi 2.
Năm 2020, Ngu Thư Hân trở nên nổi tiếng và được công nhận với vai Thái Mẫn Mân, cô sinh viên dễ thương hoạt bát trong bộ phim tình cảm lãng mạn đình đám Trạm kế tiếp là hạnh phúc. Tiếp đó, Ngu Thư Hân cũng tham gia bộ phim Thiếu chủ, đi chậm thôi trong vai nữ chính Điền Tam Thất, một thiếu nữ hành nghề pháp y giỏi phá án.
Cô còn xuất hiện trong chương trình truyền hình thực tế sống còn Thanh xuân có bạn 2 và cuối cùng thành công ra mắt trong nhóm nhạc THE9. Cuối năm 2020, cô góp mặt với vai khách mời đặc biệt trong bộ phim Chuyện tình của thiếu gia và tôi.
Tháng 5 năm 2021, Ngu Thư Hân quay trở lại màn ảnh với vai nữ chính Sơ Lễ, một biên tập viên vừa mới tốt nghiệp trong bộ phim Khúc biến tấu ánh trăng. Ngày 5 tháng 12 năm 2021, nhóm nhạc nữ THE9 chính thức giải tán.
Tháng 8 năm 2022, cô đảm nhiệm vai nữ chính Hoa Lan Nhỏ trong bộ phim cổ trang tiên hiệp Thương Lan quyết-bộ phim đã làm mưa làm gió mùa hè năm đó, một bước đưa tên tuổi Ngu Thư Hân vụt sáng. Tháng 9 cùng năm, phim tình cảm đô thị Khu rừng nhỏ của hai người do cô hợp tác cùng Trương Bân Bân chính thức lên sóng.
Tháng 9 năm 2023, bộ phim cổ trang Vân chi vũ do Ngu Thư Hân đảm nhận vai nữ chính lên sóng trên nền tảng iQIYI.
Tháng 11 năm 2024, bộ phim Vĩnh Dạ Tinh Hà do Ngu Thư Hân diễn vai nữ chính chính thức lên sóng trên WeTV (Tencent Video), cô đảm nhận vai nữ chính Lăng Diệu Diệu (Lâm Ngu). Bộ phim đã tạo được độ hot lớn nhờ vào cốt truyện hấp dẫn và diễn xuất ấn tượng của dàn diễn viên chính.

## Tác phẩm điện ảnh và truyền hình

### Phim điện ảnh
| Năm  | Tên phim               | Tên tiếng Trung | Vai diễn    | Ghi chú            | Nguồn  |
| TBA  | Hoa lạc lưu niên       | 花落流年        | Lý Dật Phàm | Vai chính          | [ 13 ] |
| 2021 | Ám sát tiểu thuyết gia | 刺杀小说家      | Nữ y tá     | Khách mời đặc biệt |        |
| 2024 | Phi thành vật nhiễu 3  | 非诚勿扰3       | Judy        | TBA                |        |

### Phim truyền hình
| Năm  | Tên phim                         | Tên tiếng Trung         | Vai diễn                | Nhà đài/Kênh mạng      | Ghi chú            | Nguồn  |
| 2016 | Tân Biên thành lãng tử           | 新边城浪子              | Thanh xà                | Bắc Kinh TV            | Vai phụ            | [ 2 ]  |
| 2017 | Quân sư liên minh                | 大军师司马懿之军师联盟  | Lưu quý nhân            | An Huy TV, Giang Tô TV | Vai phụ            | [ 4 ]  |
| 2017 | Bình phàm tuế nguyệt             | 平凡岁月                | Lý Tiểu Nhã             | An Huy TV, Bắc Kinh TV | Vai phụ            | [ 5 ]  |
| 2018 | Bạn thân mến                     | 最亲爱的你              | Trần Thần Thần          | Youku                  | Vai thứ chính      |        |
| 2019 | Bạn trai vi diệu của tôi 2       | 我的奇妙男友2之恋恋不忘 | Điền Tịnh Thực          | Mango TV, iQIYI        | Vai chính          | [ 7 ]  |
| 2020 | Trạm kế tiếp là hạnh phúc        | 下一站是幸福            | Thái Mẫn Mẫn            | Hồ Nam TV              | Vai thứ chính      | [ 8 ]  |
| 2020 | Thiếu chủ, đi chậm thôi          | 少主且慢行              | Điền Tam Thất           | iQIYI                  | Vai chính          | [ 9 ]  |
| 2020 | Chuyện tình của thiếu gia và tôi | 少爷与我的罗曼史        | Trình Thiên Ngữ         | Tencent Video          | Khách mời đặc biệt | [ 14 ] |
| 2021 | Khúc biến tấu ánh trăng          | 月光变奏曲              | Sơ Lễ                   | iQIYI                  | Vai chính          | [ 12 ] |
| 2022 | Thương Lan quyết                 | 苍兰诀                  | Hoa Lan Nhỏ/ Tức Vân    | iQIYI                  | Vai chính          | [ 15 ] |
| 2022 | Khu rừng nhỏ của hai người       | 两个人的小森林          | Ngu Mỹ Nhân             | Youku                  | Vai chính          | [ 16 ] |
| 2023 | Vân Chi Vũ                       | 云之羽                  | Vân Vi Sam              | iQIYI                  | Vai chính          |        |
| 2024 | Tiên kiếm 6: Kỳ Kim Triêu        | 仙剑六祈今朝            | Việt Kỳ                 | Tencent Video          | Vai chính          |        |
| 2024 | Vĩnh dạ tinh hà                  | 永夜星河                | Lăng Diệu Diệu/ Lâm Ngu | Tencent Video          | Vai chính          |        |
| 2025 | Suỵt, Quốc Vương đang ngủ đông   | 嘘，国王在冬眠          | Vệ Chi                  | Youku                  | Vai chính          |        |
| TBA  | Song Quỹ                         | 双轨                    | Khương Mộ               | iQIYI                  | Vai chính          |        |
| TBA  | Xán Như Phồn Tinh                | 灿如繁星                | Lâm Vãn Tinh            | iQIYI                  | Vai chính          |        |
| TBA  | Nhất niệm giang nam              |                         |                         | iQIYI                  | Vai chính          |        |

### Lồng tiếng
| Năm  | Tên phim                       | Tên tiếng Trung  | Vai diễn         | Nguồn |
| 2022 | Pony bé nhỏ: Thời đại mới      | 小马宝莉：新世代 | Izzy (Tiểu Nghệ) |       |
| 2023 | Spiderman: Du hành vũ trụ nhện | 蜘蛛侠           | Gwen Stacy       |       |

## Tác phẩm âm nhạc

### EP
| #   | Thông tin Album | Ghi chú |
| 1st | Esther - Ngày phát hành: 18/12/2022 (vật lý); 06/01/2023 (kỹ thuật số) - Ngôn ngữ: Tiếng Trung, Tiếng Anh - Hãng thu âm: Star Nation - Hình thức: Album kỹ thuật số; Album vật lý | 1. Oh My 2. To Be Continued 3. Mất Đi Ký Ức (OST Thương Lan quyết) 4. Sau Cơn Mưa Trời Lại Sáng (OST Khu rừng nhỏ của hai người) |

### Đĩa đơn kỹ thuật số
| Năm  | Tựa đề      | Tên tiếng Trung | Ghi chú                                                 |
| 2020 | Gwalla      | 乖啦            | Ca khúc solo trong full album đầu tay của THE9 - MatriX |
| 2024 | Spicy Honey |                 | Ca khúc trong album solo đầu tiên “Spicy Honey” (*)     |

- *Album Spicy Honey ra mắt vào ngày 18/12/2024 với 8 bài hát do Hoa Sách Ảnh Thị và Giải trí Nhạc Hoa hợp tác sản xuất, được sản xuất từ đội ngũ đến từ Trung Quốc, Hàn Quốc và Hoa Kỳ. Nghe trọn Album tại Spicy Honey

### Nhạc phim
| Năm  | Tựa đề                     | Tên tiếng Trung | Album                          | Nguồn  |
| 2016 | Tinh thần                  | 星辰            | Sinh viên năm nhất OST         | [ 17 ] |
| 2016 | Chung hữu nhất thiên       | 终有一天        | Sinh viên năm nhất OST         |        |
| 2019 | Câu hỏi thực hành tình yêu | 恋爱练习题      | Bạn trai vi diệu của tôi 2 OST |        |
| 2020 | Từ khi gặp anh             | 自从遇见你      | Thiếu chủ, đi chậm thôi OST    |        |
| 2021 | Sơ Lễ đến rồi              | 初礼来了        | Khúc biến tấu ánh trăng OST    | [ 18 ] |
| 2022 | Mất đi ký ức               | 失忆            | Thương Lan quyết OST           |        |
| 2022 | Muốn ở bên người           | 想和你          | Thương Lan quyết OST           |        |
| 2022 | Hình như đều giống nhau    | 好像都一样      | Khu rừng nhỏ của hai người OST |        |
| 2022 | Trời quang mây tạnh        | 雨过天晴        | Khu rừng nhỏ của hai người OST |        |
| 2023 | Ban mộng                   | 赐梦            | Vân chi Vũ OST                 |        |
| 2024 | Trông mong                 | 朌              | Kỳ Kim Triêu OST               |        |
| 2024 | Kỳ                         | 祈              | Kỳ Kim Triêu OST               |        |
| 2024 | Dâng trào                  | 澎湃            | Vĩnh Dạ Tinh Hà OST            |        |

Khác
2023 尝试一切 cùng A Vân Ca

## Chương trình truyền hình

### Thường trú
| Năm  | Tên chương trình                | Tên tiếng Trung | Ghi chú                       | Nhà đài   | Nguồn  |
| 2016 | Sinh viên năm nhất              | 一年级·毕业季   | Thành viên thường trú         | Hồ Nam TV | [ 3 ]  |
| 2019 | Thanh lâm kỳ cảnh mùa 3         | 声临其境第三季  | Học viên mới của lớp âm thanh | Hồ Nam TV |        |
| 2020 | Thanh xuân có bạn mùa 2         | 青春有你第二季  | Thực tập sinh                 | iQIYI     | [ 10 ] |
| 2020 | Bữa tiệc đặc biệt               | 非日常派对      | Thành viên thường trú         | iQIYI     | [ 19 ] |
| 2020 | Tân tinh xuyên chiều            | 跨次元新星      | Cố vấn mở rộng                | iQIYI     | [ 20 ] |
| 2021 | Thanh xuân có bạn mùa 3         | 青春有你第三季  | Trợ giảng thanh xuân          | iQIYI     | [ 21 ] |
| 2022 | Đại hội trượt tuyết siêu thú vị | 超有趣滑雪大会  | Thành viên thường trú         | iQIYI     | [ 22 ] |
| 2024 | Nhà hàng Trung Hoa mùa 8        | 中餐廳          | Thành viên thường trú         | Hồ Nam TV |        |

### Khách mời
| Năm  | Tên chương trình                    | Tên tiếng Trung        | Ghi chú        | Nhà đài              | Nguồn  |
| 2020 | Thử thách cực hạn mùa 6             | 极限挑战6              | Tập 12         | Đông Phương TV       |        |
| 2020 | Thử thách cực hạn - Bảo tàng hành   | 极限挑战宝藏行         | Tập 6-10       | Đông Phương TV       |        |
| 2020 | Khoái lạc đại bản doanh             | 快乐大本营             | Tập 19/09/2020 | Hồ Nam TV            |        |
| 2020 | Đưa 100 cô gái về nhà mùa 4         | 送一百位女孩回家第四季 | Tập 4          | Sohu TV              | [ 23 ] |
| 2021 | Hahahahaha                          | 哈哈哈哈哈             | Tập 10         | Tencent Video, iQIYI | [ 24 ] |
| 2021 | Xin nhờ tủ lạnh mùa 7               | 拜托了冰箱轰趴季       | Tập 4, 5       | Tencent Video        |        |
| 2021 | Thử thách cực hạn - Bảo tàng hành 2 | 极限挑战宝藏行2        | Tập 3          | Đông Phương TV       |        |
| 2022 | Vương bài đối vương bài             | 王牌对王牌             | Tập 5 Mùa 7    | Chiết Giang TV       |        |
| 2022 | Xin chào thứ 7                      | 你好星期六             | Tập 18/06/2022 | Hồ Nam TV            |        |
| 2022 | Xin chào thứ 7                      | 你好星期六             | Tập 06/08/2022 | Hồ Nam TV            |        |
| 2022 | Xin chào thứ 7                      | 你好星期六             | Tập 17/09/2022 | Hồ Nam TV            |        |
| 2023 | Xin chào thứ 7                      | 你好星期六             | Tập 07/10/2023 | Hồ Nam TV            |        |

## Giải thưởng và đề cử
| Năm  | Giải thưởng                                                   | Hạng mục                                                                     | Tác phẩm                                           | Kết quả   | Nguồn         |
| ---- | ------------------------------------------------------------- | ---------------------------------------------------------------------------- | -------------------------------------------------- | --------- | ------------- |
| 2020 | Giải thưởng Kim Ưng lần thứ 30                                | Nữ diễn viên được yêu thích nhất                                             | Trạm kế tiếp là hạnh phúc                          | Đề cử     | [ 25 ] [ 26 ] |
| 2020 | Giải thưởng Diễn Viên Giỏi Trung Quốc lần thứ 7               | Nữ diễn viên Trung Quốc xuất sắc (Phim chiếu mạng)                           | Thiếu chủ, đi chậm thôi                            | Đề cử     | [ 27 ]        |
| 2020 | Giải thưởng Kim Cốt Đoá Thịnh Điển lần thứ 5                  | Nữ diễn viên của năm                                                         | Trạm kế tiếp là hạnh phúc; Thiếu chủ, đi chậm thôi | Đề cử     | [ 28 ]        |
| 2020 | Giải thưởng Phim Truyền Hình năm 2020                         | Top 10 nhân vật nữ nổi tiếng nhất                                            | Trạm kế tiếp là hạnh phúc                          | Đoạt giải | [ 29 ]        |
| 2022 | Đêm hội gào thét iQIYI 2022                                   | Nữ thần gào thét                                                             |                                                    | Đoạt giải |               |
| 2023 | Đêm hội Weibo 2022                                            | Nữ diễn viên được chú ý của năm                                              |                                                    | Đoạt giải |               |
| 2023 | Hội nghị thượng đỉnh đổi mới nghệ thuật Trung Quốc lần thứ 12 | Diễn viên phim truyền hình có sức ảnh hưởng sáng tạo nhất năm tại Trung Quốc | Thương Lan quyết                                   | Đoạt giải |               |
| 2023 | Đêm hội gào thét iQIYI 2023                                   | Nữ diễn viên có sức ảnh hưởng nhất năm                                       |                                                    | Đoạt giải |               |